# دوبیچه تسرکیونه
دوبیچه تسرکیونه (به لهستانی:  Dubicze Cerkiewne) یک روستا در لهستان است که در گمینا دوبیچه تسرکیونه واقع شده‌است. دوبیچه تسرکیونه ۱٬۹۰۰ نفر جمعیت دارد.